# Ginko all'attacco
Ginko all'attacco è il sedicesimo albo della prima serie a fumetti Diabolik, pubblicato in Italia ad aprile 1964.

## Trama
Diabolik mette a segno l'ennesimo colpo miliardario. Ma l'ispettore Ginko lo costringe a una fuga disperata. Solo, senza rifugi, senza ricchezze e senza alcun aiuto, il criminale è davvero alle strette. E Ginko lo marca sempre più da vicino.

## Altri media
- Il racconto del fumetto appare nuovamente nell'adattamento cinematografico del 2022, intitolato Diabolik - Ginko all'attacco!, diretto dai Manetti Bros.. Gli interpreti del film sono Giacomo Gianniotti (Diabolik), Miriam Leone (Eva Kant), Valerio Mastandrea (Ginko), Monica Bellucci (Altea di Vallenberg) e Linda Caridi (Elena Vanel).